# Zoja Kosmodemjanskaja
Zoja Anatoljevna Kosmodemjanskaja (Russisch: Зоя Анатольевна Космодемьянская) (Osino-Gay, 13 september 1923 – Petrischevo, 29 november 1941) was een lid van de communistische jeugdbond Komsomol en sloot zich aan bij de partizanen op zeventienjarige leeftijd. Kosmodemjanskaja werd uitgeroepen tot eerste vrouwelijke Held van de Sovjet-Unie tijdens de Tweede Wereldoorlog.

## Biografie

### Jeugd
Zoja Kosmodemjanskaja werd geboren op 13 oktober 1923 in Osino-Gay, een dorpje gelegen naast de stad Tambov. Haar vader was Anatolij Kosmodemjanski en werkte als bibliothecaris. Zoja's moeder, Ljoebov Kosmodemjanskaja, was lerares. In 1925 werd haar broer Aleksandr geboren. Zoals Zoja zou ook haar broer uitgeroepen worden tot een van de helden van Sovjet-Unie na zijn dood. De hele familie verhuisde in 1929 naar Siberië en zou pas in 1930 terugkeren naar Moskou. In 1939 werd ze lid van de Komsomol, een communistische jongerenorganisatie in de Sovjet-Unie.

### Partizanen
In juni 1941 viel het Duitse leger de Sovjet-Unie binnen. Op zeventienjarige leeftijd meldde Kosmodemjanskaja zich aan bij de secretaris van de Komsomol van Moskou en vroeg om ingedeeld te worden binnen een partizanengroep om de strijd aan te gaan tegen het Duitse leger.
In oktober 1941 sloot Kosmodemjanskaja zich op vrijwillige basis aan bij een groep partizanen om hun land te beschermen tegen de inval van de Duitsers. Ze werd gedetacheerd in de Partizanen Eenheid 9903 aan het Westelijke Front.
In de winter van 1941 naderde het Duitse leger langzaam Moskou. Het Duitse leger had in het stadje Petrischevo een grote cavalerie-eenheid ondergebracht. Op 27 november 1941 kreeg Kosmodemjanskaja het bevel om het dorp waar de cavalerie-eenheid zich verborgen hield, plat te branden. Het lukte haar om verscheidene huizen en stallen in brand te steken voordat ze terugkeerde naar haar kamp. Toen ze twee dagen later Petrischevo opnieuw binnenkwam, om er ditmaal een stal met ongeveer 200 paarden in brand te steken, werd ze door huisbaas Semjon Siridov betrapt. Siridov wilde niet dat zijn eigen huis in brand gestoken werd en haalde er Duitse soldaten bij. Kosmodemjanskaja werd gevangengenomen. Ze werd gedurende verscheidene uren ondervraagd en gefolterd. Zoja kreeg 200 riemslagen. Meerdere malen werd haar gevraagd wie zij was en waar haar kameraden zich verborgen hielden, maar ze bleef zwijgen. Op 29 november 1941 werd Zoja Kosmodemjanskaja naar het centrum van het dorpsplein gebracht met een bord rond haar nek, waar opgeschreven stond Hausbrenner (brandstichter). Voor haar ophanging sprak Kosmodemjanskaja de inwoners van Petrischevo toe: "Kameraden waarom kijken jullie zo somber? Ik ben niet bang om te sterven! Het is een eer te sterven voor je volk!". Toen richtte ze zich naar de Duitse soldaten en zei: "Je zult mij vandaag ophangen, maar ik ben niet alleen. We zijn met tweehonderd miljoen, je kan ons allen niet ophangen!"
Op 29 november 1941 stierf Zoja Kosmodemjanskaja. Ze ligt begraven op de Novodevitsjibegraafplaats in Moskou.

### Held van de Sovjet-Unie
Kosmodemjanskaja werd bekend dankzij een artikel dat verscheen in de Pravda op 27 januari 1942. Ook Stalin werd op de hoogte gebracht van het heldhaftige gedrag van Zoja Kosmodemjanskaja. In februari 1942 kreeg ze de titel van "Held van de Sovjet-Unie".

### Herdenking

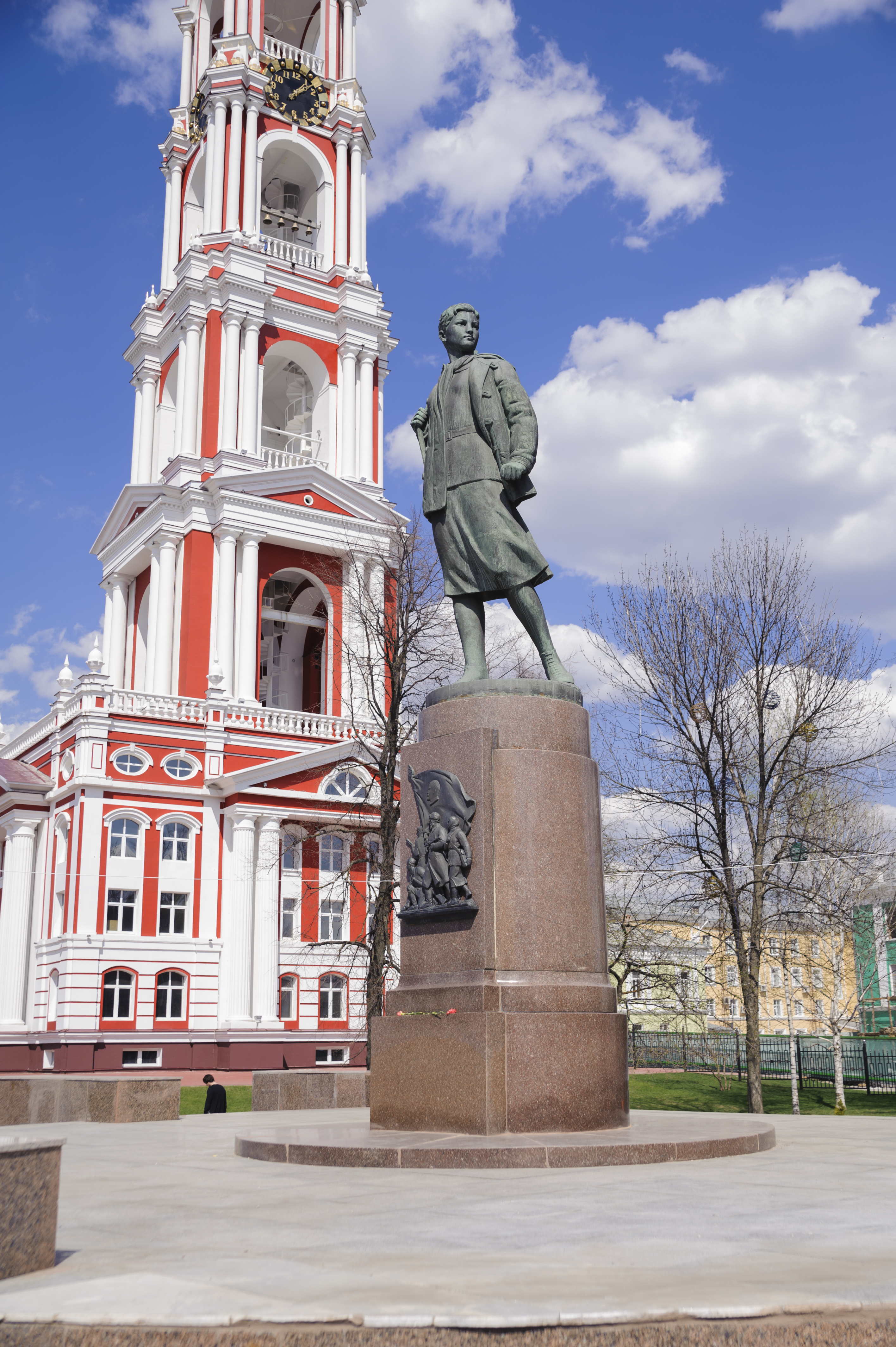
Standbeeld in Tambov

Zoja Kosmodemjanskaja wordt op verschillende manieren herdacht zoals:
- In 1944 verscheen de film Zoja.
- Monumenten werd opgericht om haar te herdenken, o.a. niet ver van Petrischevo.
- Er werd een standbeeld van haar geplaatst in het Partizanskaja-station van de metro van Moskou (evenals op verschillende andere plaatsen).
- Het boek Jelena - De onbekende held van Ronald van Assen is opgedragen aan Zoja. Hierin worden de laatste dagen van haar leven en dood beschreven.